# Nomad (stripfiguur)
Nomad is een personage uit de sciencefictionstripreeks Storm. Hij was troonopvolger van de koning van het omvuurde land op Pandarve tot hij heiligschennis pleegde en is bevriend met en reisgenoot van Storm en Roodhaar. Nomad is een mensachtige met een rode, onbehaarde huid en een zeer atletisch postuur.

## Biografie
Nomad wordt geboren als zoon en troonopvolger van de regerende koning van "het omvuurde land" op Pandarve. Het koninkrijk van dit mensachtig ras is vrijwel onbereikbaar en het is vrij waarschijnlijk dat er weinig communicatie is met de buitenwereld. De enige weg ernaartoe gaat via een vulkaan die slaapverwekkende gassen produceert, waarna men door een draakachtig wezen wordt opgegeten en vervolgens op de kust van het omvuurde land, dat binnen de zee van vuur ligt, wordt uitgebroed.
Om zijn nieuwsgierigheid te bevredigen verlaat Nomad het koninkrijk, maar hij wordt gevangengenomen en tewerkgesteld als slaaf in de watermijnen van Vertiga Bas. Hier ontmoet hij Storm, met wie hij een grootschalige ontsnapping opzet. Eenmaal bevrijd uit de watermijnen besluit Nomad om verder te reizen met Storm, ondanks een muiterij op het luchtschip dat ze veroverd hebben.
Als zijn vader op sterven komt te liggen wordt hij teruggeroepen naar het koninkrijk om diens plaats in te nemen op de troon. Bij terugkomst wordt hij echter gevangengenomen door Prowesse, die reeds alle andere troonopvolgers in lijn voor haar uit de weg heeft geruimd. De enige die nog tussen haar en de troon staat is Nomad. Nomad stuurt Roodhaar als zijn plaatsvervanger naar de machtsoverdracht om deze te verhinderen. Roodhaar wordt erkend als Nomad (door het teken van de parel dat Nomad in haar voorhoofd kerfde) en de kroning van Prowesse wordt afgelast. Prowesse daagt Nomad uit tot een duel tot de dood, waarbij Nomad (Roodhaar) Prowesse verslaat. Omdat Roodhaar als Nomads plaatsvervanger heiligschennis pleegt tijdens het duel, is Nomad genoodzaakt om het koninkrijk opnieuw te verlaten.

## Karakter
Nomad is zeer ijdel en trots op zijn postuur. Hij kleed zich op dusdanige wijze dat er zo veel mogelijk van zijn "geweldige" lichaam te zien is. Nomad is ook uitzonderlijk sterk en een geducht tegenstander in man-tegen-mangevechten.